# Svjetski kup u hokeju na travi 2006.
11. svjetski kup u hokeju na travi je bilo svjetsko prvenstvo u muškoj konkurenciji u športu hokeju na travi.
Održao se od 6. do 17. rujna 2006.
Krovna organizacija za ovo natjecanje je bila Međunarodna federacija za hokej na travi.

## Mjesto održavanja
Natjecanje se održalo u Mönchengladbachu u Njemačkoj, a susreti su se igrali na igralištu Warsteiner HockeyPark.

## Sudionici

### Izlučno natjecanje
Izlučno natjecanje za sudjelovanje na glavnom turniru se održalo u Čangžouuu Kini, od 12. – 23. travnja 2006.
S izlučnog natjecanja, sudjelovanje u završnom turniru su izborili:
| Plasirali se | Otpali    |
| ------------ | --------- |
| Novi Zeland  | Francuska |
| J. Koreja    | Belgija   |
| Engleska     | Irska     |
| Pakistan     | Malezija  |
| Japan        | Kanada    |
|              | Egipat    |
|              | Kina      |

### Sudionice završnog turnira
Za razliku od momčadi koje su morale na izlučnom natjecanju izboriti svoj nastup, sedam državnih predstavništava je izborilo svoje sudjelovanje već prije: pet kontinentalnih prvaka, europski doprvak i zemlja domaćin.
Sudionice su bile:
- Australija (oceanijski prvak)
- Nizozemska (europski doprvak)
- Njemačka (domaćin i branitelj naslova prvaka)
- Španjolska (europski prvak)
- Pakistan
- Indija (azijski prvak)
- J. Koreja
- Argentina (američki prvak)
- Novi Zeland
- JAR (afrički prvak)
- Engleska
- Japan

### Sastavljanje skupina
| Skupina "A"      | Skupina "B"     |
| Australija (1.)  | Nizozemska (2.) |
| Španjolska (4.)  | Njemačka (3.)   |
| Pakistan (5.)    | Indija (6.)     |
| Argentina (8.)   | J. Koreja (7.)  |
| Novi Zeland (9.) | JAR (10.)       |
| Japan (14.)      | Engleska (11.)  |

U zagradama je poredak prema ljestvici Međunarodne hokejaške federacije (Sahara Men's World Rankings) u vrijeme određivanja natjecateljskih skupina.

## Natjecateljski sustav
Natjecanje se održalo u dva dijela. U prvom su momčadi igrali u dvjema skupinama po jednokružnom ligaškom sustavu, u kojem su za pobjedu dobivalo 2 boda, za neriješeno 1 bod, a za poran nijedan bod. 

Momčadi koje su zauzele 5. i 6. mjesto na ljestvici u svojim skupinama, međusobno doigravaju za poredak od 9. do 12. mjesta. Doigravanje je po kup-sustavu, unakrižno igraju peti protiv šestih iz druge skupine, pobjednici se bore za 9., a poraženi za 11. mjesto.

Momčadi koje su zauzele 3. i 4. mjesto na ljestvici u svojim skupinama, međusobno doigravaju za poredak od 5. do 8. mjesta. Doigravanje je po kup-sustavu, unakrižno igraju treći protiv četvrtih iz druge skupine, pobjednici se bore za 5., a poraženi za 7. mjesto.

Momčadi koje su zauzele prva dva mjesta na ljestvici u svojim skupinama, odlaze u poluzavršnicu u borbu za odličja, u kojoj unakrižno igraju prvi protiv drugih iz druge skupine. 

Poraženi igraju susret za broncu, pobjednici igraju za zlatno odličje.
Skupine su bile sastavljene prema ljestvici kakvoće Međunarodne hokejaške federacije. .

## Sudci
FIH je za ovaj svjetski kup odredila 14 sudaca iz 12 saveza te dva nadsudca (voditelja sudaca).
Potonji podupiru sudce na terenu pri administrativnim zadaćama.
| Ime i prezime    | Savez |
| Xavier Adell     |       |
| Christian Blasch |       |
| Henrik Ehlers    |       |
| David Gentles    |       |
| Murray Grime     |       |
| Hamish Jamson    |       |
| Hong Lae Kim     |       |
| Satinder Kumar   |       |
| David Leiper     |       |
| Sumesh Putra     |       |
| Amarjit Singh    |       |
| Rob ten Cate     |       |
| Andy Mair        |       |
| John Wright      |       |

### Nadsudci
| Ime i prezime  | Savez |
| Don Prior      |       |
| Clive McMurray |       |

## Natjecanje

### Krug po skupinama

#### Skupina "A"
| Br. ut. - Nadnevak - Satnica | Sastav 1    | Sastav 2    | Rezultat |
| ---------------------------- | ----------- | ----------- | -------- |
| 02 – 6. rujna 2006. – 18:30  | Argentina   | Novi Zeland | 0:3      |
| 05 – 7. rujna 2006. – 16:00  | Pakistan    | Japan       | 4:0      |
| 06 – 7. rujna 2006. – 18:00  | Australija  | Španjolska  | 1:3      |
| 08 – 8. rujna 2006. – 16:00  | Novi Zeland | Pakistan    | 4:4      |
| 10 – 8. rujna 2006. – 20:15  | Španjolska  | Argentina   | 1:1      |
| 13 – 9. rujna 2006. – 17:30  | Japan       | Novi Zeland | 0:1      |
| 14 – 9. rujna 2006. – 19:30  | Argentina   | Australija  | 0:4      |
| 15 – 10. rujna 2006. – 12:30 | Pakistan    | Španjolska  | 2:2      |
| 18 – 10. rujna 2006. – 19:00 | Australija  | Japan       | 3:1      |
| 19 – 11. rujna 2006. – 14:00 | Španjolska  | Novi Zeland | 3:1      |
| 21 – 11. rujna 2006. – 18:00 | Argentina   | Pakistan    | 1:0      |
| 23 – 12. rujna 2006. – 14:00 | Novi Zeland | Australija  | 1:7      |
| 24 – 12. rujna 2006. – 16:00 | Japan       | Argentina   | 4:3      |
| 27 – 13. rujna 2006. – 14:00 | Japan       | Španjolska  | 2:4      |
| 30 – 13. rujna 2006. – 20:30 | Australija  | Pakistan    | 3:0      |

Konačni poredak u skupini "A":
| Mj. | Momčad      | Ut | Pb | N | Pz | Ps:Pr | RP   | Bod |
| --- | ----------- | -- | -- | - | -- | ----- | ---- | --- |
| 1.  | Australija  | 5  | 4  | 0 | 1  | 18:5  | + 13 | 12  |
| 2.  | Španjolska  | 5  | 3  | 2 | 0  | 13:7  | + 6  | 11  |
| 3.  | Novi Zeland | 5  | 2  | 1 | 2  | 10:14 | - 4  | 7   |
| 4.  | Pakistan    | 5  | 1  | 2 | 2  | 10:10 | 0    | 5   |
| 5.  | Argentina   | 5  | 1  | 1 | 3  | 5:12  | - 7  | 4   |
| 6.  | Japan       | 5  | 1  | 0 | 4  | 7:15  | - 8  | 3   |

#### Skupina "B"
| Br. ut. - Nadnevak - Satnica | Sastav 1   | Sastav 2   | Rezultat |
| ---------------------------- | ---------- | ---------- | -------- |
| 01 – 6. rujna 2006. – 15:30  | Njemačka   | Indija     | 3:2      |
| 03 – 6. rujna 2006. – 20:30  | J. Koreja  | Nizozemska | 3:2      |
| 04 – 7. rujna 2006. – 14:00  | Indija     | Engleska   | 2:3      |
| 07 – 7. rujna 2006. – 20:15  | Nizozemska | JAR        | 2:0      |
| 09 – 8. rujna 2006. – 18:00  | Engleska   | J. Koreja  | 0:1      |
| 11 – 9. rujna 2006. – 13:00  | JAR        | Indija     | 1:1      |
| 12 – 9. rujna 2006. – 15:15  | Njemačka   | Nizozemska | 2:2      |
| 16 – 10. rujna 2006. – 14:45 | Engleska   | Njemačka   | 1:2      |
| 17 – 10. rujna 2006. – 17:00 | J. Koreja  | JAR        | 2:2      |
| 20 – 11. rujna 2006. – 16:00 | Indija     | J. Koreja  | 1:2      |
| 22 – 11. rujna 2006. – 20:15 | Nizozemska | Engleska   | 4:3      |
| 25 – 12. rujna 2006. – 18:00 | Njemačka   | JAR        | 5:0      |
| 26 – 12. rujna 2006. – 20:00 | Indija     | Nizozemska | 1:6      |
| 28 – 13. rujna 2006. – 16:20 | J. Koreja  | Njemačka   | 0:0      |
| 29 – 13. rujna 2006. – 18:30 | JAR        | Engleska   | 1:3      |

Konačni poredak u skupini "B":
| Mj. | Momčad     | Ut | Pb | N | Pz | Ps:Pr | RP  | Bod |
| --- | ---------- | -- | -- | - | -- | ----- | --- | --- |
| 1.  | Njemačka   | 5  | 3  | 2 | 0  | 12:5  | + 7 | 11  |
| 2.  | J. Koreja  | 5  | 3  | 2 | 0  | 8:5   | + 3 | 11  |
| 3.  | Nizozemska | 5  | 3  | 1 | 1  | 16:9  | + 7 | 10  |
| 4.  | Engleska   | 5  | 2  | 0 | 3  | 10:10 | 0   | 6   |
| 5.  | JAR        | 5  | 0  | 2 | 3  | 4:13  | - 9 | 2   |
| 6.  | Indija     | 5  | 0  | 1 | 4  | 7:15  | - 8 | 1   |

### Susreti za poredak

#### Za poredak od 9. do 12. mjesta
|  | Za 9.-12. mjesto             | Za 9.-12. mjesto             |   |                             | Za 9. mjesto                 | Za 9. mjesto |
|  |                              |                              |   |                             |                              |              |
|  | 35 – 16. rujna 2006. – 12:30 |                              |   |                             |                              |              |
|  | Argentina                    | 3                            |   |                             |                              |              |
|  | Indija                       | 2                            |   |                             |                              |              |
|  |                              |                              |   |                             |                              |              |
|  |                              |                              |   |                             | 39 – 17. rujna 2006. – 10:30 |              |
|  |                              |                              |   |                             | Japan                        | 2            |
|  |                              | Argentina                    | 1 |                             |                              |              |
|  |                              |                              |   |                             |                              |              |
|  |                              |                              |   |                             |                              |              |
|  |                              |                              |   |                             | Za 11. mjesto                |              |
|  | 36 – 16. rujna 2006. – 10:00 | 36 – 16. rujna 2006. – 10:00 |   | 40 – 17. rujna 2006. – 8:00 | 40 – 17. rujna 2006. – 8:00  |              |
|  | JAR                          | 2                            |   | JAR                         | 0                            |              |
|  | Japan                        | 5                            |   |                             | Indija                       | 1            |

#### Za poredak od 5. do 8. mjesta
|  | Za 5.-8. mjesto              | Za 5.-8. mjesto              |   |                              | Za 5. mjesto                 | Za 5. mjesto |
|  |                              |                              |   |                              |                              |              |
|  | 31 – 15. rujna 2006. – 12:30 |                              |   |                              |                              |              |
|  | Novi Zeland                  | 3                            |   |                              |                              |              |
|  | Engleska                     | 4                            |   |                              |                              |              |
|  |                              |                              |   |                              |                              |              |
|  |                              |                              |   |                              | 38 – 16. rujna 2006. – 17:30 |              |
|  |                              |                              |   |                              | Engleska                     | 1            |
|  |                              | Pakistan                     | 0 |                              |                              |              |
|  |                              |                              |   |                              |                              |              |
|  |                              |                              |   |                              |                              |              |
|  |                              |                              |   |                              | Za 7. mjesto                 |              |
|  | 32 – 15. rujna 2006. – 15:00 | 32 – 15. rujna 2006. – 15:00 |   | 37 – 16. rujna 2006. – 15:00 | 37 – 16. rujna 2006. – 15:00 |              |
|  | Nizozemska                   | 2                            |   | Novi Zeland                  | 0                            |              |
|  | Pakistan                     | 3                            |   |                              | Nizozemska                   | 3            |

#### Za odličja
|  | Poluzavršnica                | Poluzavršnica                |   |                              | Završnica                    | Završnica |
|  |                              |                              |   |                              |                              |           |
|  | 33 – 15. rujna 2006. – 17:30 |                              |   |                              |                              |           |
|  | Australija                   | 4                            |   |                              |                              |           |
|  | J. Koreja                    | 2                            |   |                              |                              |           |
|  |                              |                              |   |                              |                              |           |
|  |                              |                              |   |                              | 42 – 17. rujna 2006. – 15:30 |           |
|  |                              |                              |   |                              | Australija                   | 3         |
|  |                              | Njemačka                     | 4 |                              |                              |           |
|  |                              |                              |   |                              |                              |           |
|  |                              |                              |   |                              |                              |           |
|  |                              |                              |   |                              | Za brončano odličje          |           |
|  | 34 – 15. rujna 2006. – 20:15 | 34 – 15. rujna 2006. – 20:15 |   | 41 – 17. rujna 2006. – 13:00 | 41 – 17. rujna 2006. – 13:00 |           |
|  | Njemačka                     | 2 (3)                        |   | J. Koreja                    | 2                            |           |
|  | Španjolska                   | 2 (1)                        |   |                              | Španjolska                   | 3         |

## Poredak
| Mj. | Momčad      |
| --- | ----------- |
| 1.  | Njemačka    |
| 2.  | Australija  |
| 3.  | Španjolska  |
| 4.  | J. Koreja   |
| 5.  | Engleska    |
| 6.  | Pakistan    |
| 7.  | Nizozemska  |
| 8.  | Novi Zeland |
| 9.  | Japan       |
| 10. | Argentina   |
| 11. | Indija      |
| 12. | JAR         |

| Svjetski prvaci 2006. |
| --------------------- |
| Njemačka Drugi naslov |

## Najbolji igrači
Najbolji igrač:  Teun de Nooijer NIZ
Najbolji igrač (ispod 23 godine):  Christopher Zeller NJE
Najbolji strijelac:  Taeke Taekema (11 goles)  NIZ
Najbolji vratar:

### Najbolji strijelci
- u zagradama: pogodci sa 7m

| Pogodaka | Ime i prezime      | Savez            |
| -------- | ------------------ | ---------------- |
| 11       | Taeke Taekema      |                  |
| 8 (+1)   | Christopher Zeller |                  |
| 7        | Santiago Freixa    |                  |
| 5        | Jong Hyun Jang     |                  |
| 5        | Simon Mantell      |                  |
| 5        | Hayden Shaw        |                  |
| 5        | James Tindall      |                  |
| 4 (+1)   | Eduard Tubau       |                  |
| 4        | Sohail Abbas       |                  |
| 4        | Pol Amat           |                  |
| 4        | Jamie Dwyer        |                  |
| 4        | Troy Elder         |                  |
| 4        | Michael McCann     |                  |
| 4        | Shivendra Singh    |                  |
| 4        | Ian Symons         |                  |
| 3        | ukupno 13 igrača   | ukupno 13 igrača |
| 2        | ukupno 17 igrača   | ukupno 17 igrača |
| 1        | ukupno 23 igrača   | ukupno 23 igrača |
| 0 (+1)   | ukupno 2 igrača    | ukupno 2 igrača  |

## Vanjske poveznice
- Službene stranice
- Warsteiner HockeyPark
- Međunarodna hokejska federacija
- (engl.) (njem.) Služb. stranice Novosti s natjecanja
- Hokejaški glavni grad Mönchengladbach  Arhivirana inačica izvorne stranice od 6. studenoga 2017. (Wayback Machine)